# المقبل (إب)
المقبل هي إحدى قرى الجمهورية اليمنية. تتبع جغرافيا لمحافظة إب وإداريًا لمديرية جبله. يبلغ تعداد سكانها 1107 نسمة حسب الإحصاء الذي أجري عام 2004.